# Praga RN
Der Praga RN war ein zwischen 1933 und 1955 in verschiedenen Serien gebauter leichter LKW des tschechoslowakischen Herstellers Praga. 

## Geschichte, Varianten
Der Praga RN wurde und war aus dem  Praga R mit 2–3 t Nutzlast weiter entwickelt, der vom Ersten Weltkrieg bis in die 1920er Jahre bei Praga produziert worden war. 
Die Modellreihe wurde mit zahlreichen Modifikationen sowohl militärisch als auch zivil – unter anderem als Kranken- und Feuerwehrwagen, Bus oder Postauto – verwendet.
Es werden mehrere Serien unterschieden:
- Praga RN Serie 1: 2 t Nutzlast, 6 Zylinder, 3468 cm³ Hubraum, 52 PS (38 kW), gebaut 1933: 96 Stück.
- Praga RN Serie 2: wie vor, 2,5 t Nutzlast, 68 PS (50 kW), gebaut 1936: 100 Stück.
- Praga RN Serie 3–12: wie vor, 72 PS (53 kW), von 1937 bis 1943: 2865 Stück, außerdem von 1945 bis in die 1950er Jahre 20.526 Stück.
- Praga RND Serie 1–6: wie vor, aber 4-Zylinder-Dieselmotor, 4505 cm³ Hubraum, 50 PS (37 kW), gebaut von 1934 bis 1939: 445 Stück, dazu weitere 15.821 Stück von 1945 bis 1955.